# Classe Tennessee (cuirassé)
Pour les autres classes de navires du même nom, voir Classe Tennessee.
La classe Tennessee est une classe de deux cuirassés construits pour l'US Navy à la fin de la Première Guerre mondiale. Après les dommages reçus lors de l'attaque de Pearl Harbor, les deux navires de la classe, le Tennessee et le California subiront une profonde refonte, qui leur permettra de participer au conflit.

## Unités de la classe
| Nom            | Chantier                   | Quille          | Lancement        | Mise en service | Destin                       |
| -------------- | -------------------------- | --------------- | ---------------- | --------------- | ---------------------------- |
| USS Tennessee  | New York Navy Yard         | 14 mai 1917     | 30 avril 1919    | 30 juin 1920    | Rayé des listes en mars 1959 |
| USS California | Mare Island Naval Shipyard | 25 octobre 1916 | 20 novembre 1919 | 10 août 1921    | Rayé des listes en mars 1959 |